# Devítka z restaurace Mangrove
Devítka z restaurace Mangrove bylo označení pro skupinu černošských aktivistů souzených za podněcování k nepokojům během protestů proti zásahům policie v karibské restauraci The Mangrove v Notting Hillu v západním Londýně. Soud probíhal v roce 1970 a trval 55 dní. Aktivisté při své obhajobě poukazovali na systémové problémy britského soudnictví dopadající na imigranty. Obviněnými byli: Barbara Beese, Rupert Boyce, Frank Crichlow, Rhodan Gordon, Darcus Howe, Anthony Innis, Altheia Jones-LeCointe, Rothwell Kentish a Godfrey Millett. Porota je všechny zprostila viny z nejvážnějších obvinění. Případ je považován za první, ve kterém byla prokázána nezákonná motivace jednání metropolitní policie na základě předsudků vůči rase.

## Pochod na Portnall Road
Restauraci The Mangrove otevřel Frank Crichlow v roce 1968. Postupně se stala centrem pro setkávání intelektuálů a aktivistů z řad přistěhovalecké komunity Notting Hillu. Současně se stala terčem metropolitní policie, která v ní prováděla řadu razií kvůli podezření na prodej drog, ačkoliv jí pro toto chyběly důkazy. Aktivisté se proto v srpnu 1970 rozhodli reagovat svoláním protestního pochodu k policejní stanici. Pochodu se účastnilo 150 lidí. Před stanicí došlo k násilnému konfliktu mezi protestujícími a policií, který vedl k desítkám zatčených. Devět z aktivistů bylo obviněno ze závažného zločinu vyvolávání nepokojů. Ačkoliv byl případ soudem odmítnut, přičemž soud konstatoval, že si žalující policisté pletou nepokoje s aktivismem, následně byl případ obnoven veřejným žalobcem.

## Proces
Proces byl specifický tím, že aktivisté zvolili zcela novou taktiku obhajoby. Darcus Howe a Altheia Jones-LeCointe se rozhodli hájit sami. Druhou novinkou byl požadavek obhajoby, aby byli aktivisté souzeni zcela černošskou porotou. Požadavek byl vznesen na základě listiny Magna charta libertatum, která zaručuje právo občanů na souzení sobě rovnými. Požadavek byl ale soudcem zamítnut. Obžalovaní proto využili možnosti odmítání porotců (celkem využili 63 pokusů), což jim nakonec zajistilo dva porotce černé pleti. Během procesu se aktivisté snažili poukázat na systémové represe a brutalitu policistů vůči osobám jiné barvy pleti. Po 55 dnech procesu vynesla porota osvobozující verdikty. Rupert Boyce, Rhodan Gordon, Anthony Innis a Altheia Jones-Lecointe ovšem byli podmíněně odsouzeni za drobnější přečiny, včetně napadení policisty.
Během vynesení rozsudků soudce Edward Clarke pronesl, že případ ukázal důkazy o rasové nenávisti na obou stranách. Metropolitní policie se proti tomuto prohlášení odvolala, ale neuspěla. Případ sloužil jako precedens pro rasově motivované zásahy policie a stal se oporou dalších souzených aktivistů. Případ vedl také ke změně nominace porotců, aby se pro souzené stalo těžším jejich složení ovlivňovat.

## V jiných médiích
- 1973 – The Mangrove Nine, britský dokumentární film, režie Franco Rosso a John La Rose.
- 2020 – Mangrove, britský film z BBC cyklu Sekerka, režie Steve McQueen.